# Dicraurus
Dicraurus là chi thực vật có hoa trong họ Amaranthaceae.